# Episcada doto
Espèce
Episcada doto est un insecte lépidoptère  de la famille des Nymphalidae, de la sous-famille des Danainae et du genre Episcada.

## Dénomination
Episcada doto a été décrit par Jakob Hübner en 1806 sous le nom initial de Nereis doto.
Synonyme : Ceratiscada doto ; Lamas, 1999.

### Sous-espèces
- Episcada doto doto; présent au Brésil
- Episcada doto canaria (Brown & d'Almeida, 1970)
- Episcada doto zajciwi d'Almeida & Mielke, 1967
- Episcada doto ssp; présent au Venezuela
- Episcada doto ssp; présent au Pérou
- Episcada doto ssp; présent au Brésil[1].

## Description
Episcada doto est un papillon à l'abdomen mince, aux ailes antérieures beaucoup plus longues que les ailes postérieures et à bord interne concave. Les ailes sont transparentes avec de très fines veines marron et une bordure marron ainsi qu'une ligne marron depuis le bord costal à la limite de la cellulele.

## Écologie et distribution
Episcada doto est présent au Venezuela, au Brésil et au Pérou,.

### Protection
Pas de statut de protection particulier.